# Желтошейный ракетохвостый попугай
Желтошейный ракетохвостый попугай (лат. Prioniturus platurus) — птица из отряда попугаеобразных.

## Внешний вид
Длина тела 28 см, крыла — 16,6—18,7 см. Основная окраска оперения зеленая. Горло, грудь и живот желтовато-зелёные. На темени находится розово-красное пятно, граничащее с седовато-синей областью. Спина синевато-серая, у некоторых птиц имеются зеленые вкрапления. По верху спины проходит оранжево-жёлтая полоса. Кроющие перья крыла тускло-серые, подкрылья и подхвостье зеленовато-синие. Перья хвоста зелёные с чёрными и синими кончиками, два средних пера хвоста удлинённые с окончаниями в виде черновато-зелёных «ракеток». Окологлазное кольцо узкое, светло-серое. Клюв светло-синевато-рогового цвета с черноватым кончиком. Радужка тёмно-коричневая. Ноги светло-серые. Впервые описан Луи Жан Пьером Вьейо в 1818 году.

## Распространение
Эндемик Индонезии, обитает на острове Сулавеси и близлежащих небольших островах Бутунг, Муна, Сула и Талауд.

## Образ жизни
Населяют субтропические и влажные тропические леса.